# Blenniella leopardus
Blenniella leopardus är en fiskart som först beskrevs av Fowler, 1904.  Blenniella leopardus ingår i släktet Blenniella och familjen Blenniidae. Inga underarter finns listade.